# Jazz-Nekrolog 2018
Nekrolog
◄◄
| ◄
| 2014
| 2015
| 2016
| 2017
| 2018 | 2019 | 2020 | 2021 | 2022 | ►
Weitere Ereignisse | Allgemeiner Nekrolog 2018
Die Beschreibung der verstorbenen Person sollte so kurz wie möglich gehalten sein und nur deren signifikante Tätigkeit(en) enthalten.
Neue Namen ggf. auch unter dem Geburts- und Sterbedatum, also etwa unter 1. Januar und im Geburts- und Sterbejahr (2024) eintragen (nur bei entsprechender großer Wichtigkeit). Für Beispiele siehe die schon vorhandenen Artikel.
Außerdem über die fünf zuletzt Verstorbenen, zu denen es einen ausreichend guten Artikel für eine Präsentation auf der Hauptseite gibt, nach der todesbedingten Überarbeitung der Artikel ggf. auch unter Wikipedia Diskussion:Hauptseite informieren und sie am besten auch in den anderen Wikipedia-Sprachversionen eintragen. Tipp: Regelmäßig bei news.google.de nach „ist tot“, „gestorben“ oder „verstorben“ suchen.
Wenn eine Person gestorben ist, gibt es viele Seiten zu dieser Person in der Wikipedia, die davon auch betroffen sind und entsprechend aktualisiert werden müssen. Beispiele: Namenübersichtsseite, Geburtsjahr, Geburtsort-Seiten und viele mehr.
Wie finde ich die betroffenen Seiten?
Im Suchfeld auf der linken Seite gibt man den Suchbegriff so ein: „Vorname Nachname“. Dann klickt man auf Volltext und alle Seiten mit entsprechendem Suchtext werden aufgerufen. Hier sieht man dann schnell, wo auch das Todesjahr Sinn macht oder sogar ein Teil des Artikels angepasst werden muss. Auch hilft das „Werkzeug“ auf der linken Seite sehr gut, um solche Seiten aufzufinden: „Links auf diese Seite“. Somit ist die Wikipedia wieder aktuell in allen Bereichen! Hinweis: bei Eintragung der Kategorie „Gestorben JAHR“ wird der Missbrauchsfilter 49 ausgelöst, was jedoch nicht schlimm ist. Siehe: Spezial:Missbrauchsfilter/49
Dies ist eine Liste im Jahr 2018 verstorbener bekannter Persönlichkeiten aus dem Bereich des Jazz. Die Einträge erfolgen analog zum allgemeinen Nekrolog 2018 zeitlich fallend und bei gleichem Datum alphabetisch.

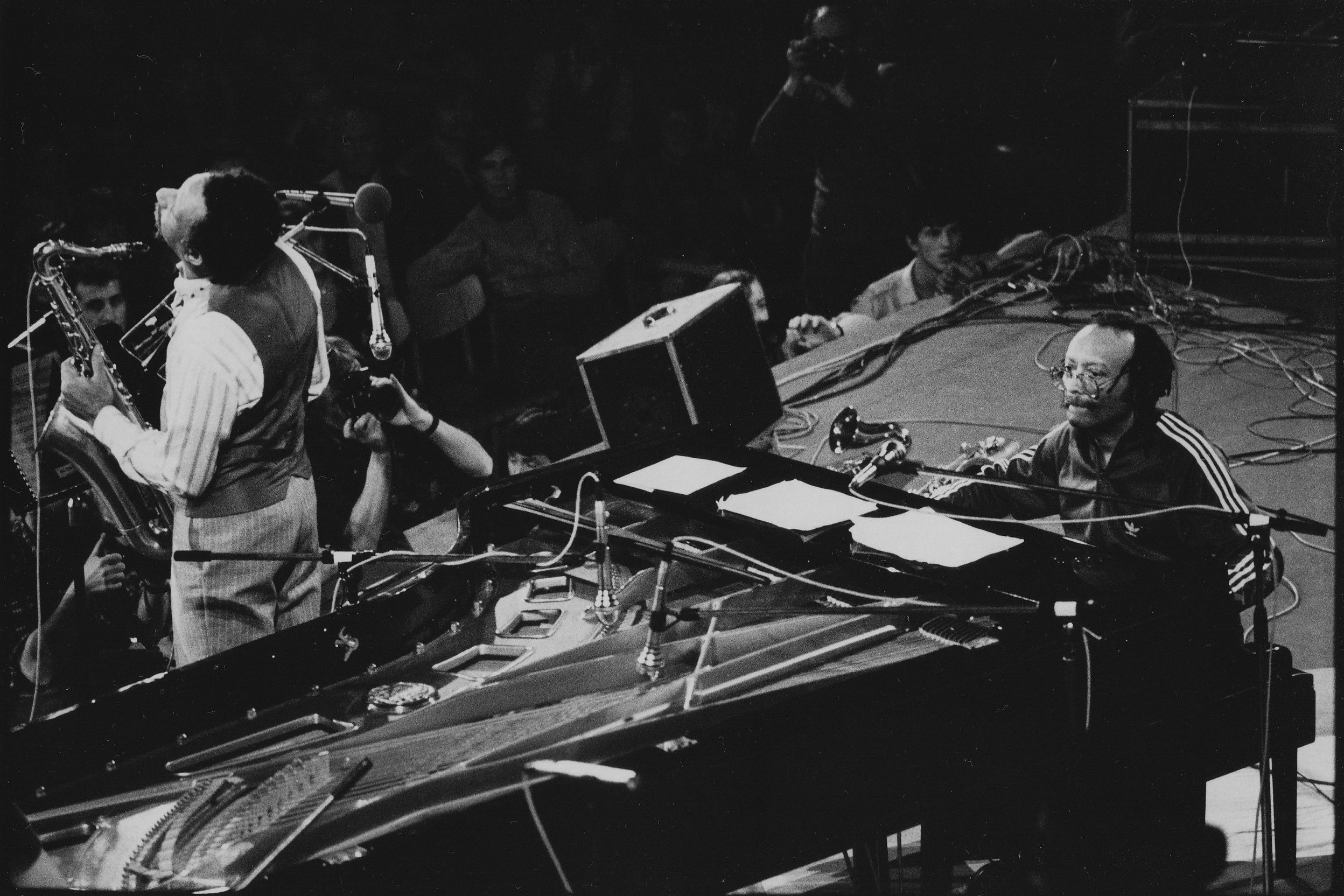
Cecil Taylor
15/25. März 1929 – 5. April 2018

## Januar
| Tag        | Name                 | Herkunft/Beruf                                       | Alter | Beleg |
| ---------- | -------------------- | ---------------------------------------------------- | ----- | ----- |
| 31. Januar | Bob McKee            | US-amerikanischer Schlagzeuger                       | 90    |       |
| 29. Januar | Asmund Bjørken       | norwegischer Akkordeonist und Saxophonist            | 84    |       |
| 29. Januar | Eddie Shaw           | US-amerikanischer Saxophonist                        | 80    |       |
| 28. Januar | Coco Schumann        | deutscher Gitarrist                                  | 93    |       |
| 28. Januar | Reg Webb             | britischer Rock- und Fusionmusiker                   | 70    | [ 1 ] |
| 27. Januar | Dick Mattick         | US-amerikanischer Pianist                            | 80    |       |
| 27. Januar | Miguel Serna         | spanischer Bassist                                   | 34    |       |
| 26. Januar | Zdeněk Barták senior | tschechischer Orchesterleiter und Oboist             | 89    |       |
| 26. Januar | Floyd Miles          | US-amerikanischer Bluesmusiker                       | 74    |       |
| 25. Januar | Ron Barron           | US-amerikanischer Schlagzeuger                       | 89    |       |
| 25. Januar | Tommy Banks          | kanadischer Pianist und Politiker                    | 81    |       |
| 24. Januar | Renaud Gagneux       | französischer Komponist                              | 70    |       |
| 24. Januar | John Sopko           | US-amerikanischer Gitarrist                          | 91    |       |
| 23. Januar | Roger Fega           | US-amerikanischer Rundfunkmoderator                  | 70    |       |
| 23. Januar | Hugh Masekela        | südafrikanischer Trompeter                           | 78    |       |
| 23. Januar | Dick Meares          | US-amerikanischer Pianist                            | 93    |       |
| 22. Januar | Billy Hancock        | US-amerikanischer Bassist und Sänger                 | 71    |       |
| 22. Januar | Preston Shannon      | US-amerikanischer Bluesmusiker                       | 78    |       |
| 21. Januar | Robert Arthur        | US-amerikanischer Fernseh-Musikredakteur             | 89    |       |
| 21. Januar | Daoud Shaw           | US-amerikanischer Schlagzeuger                       | 71    |       |
| 17. Januar | Christian Burchard   | deutscher Multiinstrumentalist                       | 71    |       |
| 16. Januar | Tony Taño            | kubanischer Komponist, Trompeter und Orchesterleiter | 79    |       |
| 16. Januar | Micki Varro          | US-amerikanische Schauspielerin und Sängerin         | 75    |       |
| 15. Januar | Edwin Hawkins        | US-amerikanischer Gospelsänger                       | 74    |       |
| 15. Januar | Frank Smith          | US-amerikanischer Holzbläser                         | 81    |       |
| 14. Januar | Bill Hughes          | US-amerikanischer Posaunist                          | 87    |       |
| 14. Januar | Bill Moody           | US-amerikanischer Schriftsteller und Schlagzeuger    | 76    |       |
| 14. Januar | Marlene VerPlanck    | US-amerikanische Sängerin                            | 84    |       |
| 13. Januar | Gary Peterson        | US-amerikanischer Pianist                            | 83    |       |
| 13. Januar | Jean Porter          | US-amerikanische Schauspielerin und Autorin          | 95    |       |
| 12. Januar | Ted Efantis          | US-amerikanischer Saxophonist                        | 88    |       |
| 12. Januar | Louis J. Kaminski    | US-amerikanischer Trompeter                          | 78    |       |
| 11. Januar | Ricardo Baumgarten   | brasilianischer Bassist                              | 48    |       |
| 11. Januar | Ken McCoy            | US-amerikanischer Trompeter                          | 71    |       |
| 10. Januar | Reuben Brown         | US-amerikanischer Pianist                            | 78    |       |
| 8. Januar  | Robert Barry         | US-amerikanischer Schlagzeuger                       | 85    |       |
| 8. Januar  | Denise LaSalle       | US-amerikanische R&B- und Blues-Sängerin             | 78    |       |
| 8. Januar  | Paul M. Zopel        | US-amerikanischer Musiker                            | 73    |       |
| 6. Januar  | Max Collie           | australischer Posaunist                              | 86    |       |
| 5. Januar  | Brian West           | US-amerikanischer Schlagzeuger                       | 51    |       |
| 5. Januar  | Bob Leibowitz        | US-amerikanischer Saxophonist                        | 62    |       |
| 3. Januar  | Wilbert Longmire     | US-amerikanischer Gitarrist                          | 77    |       |
| 3. Januar  | Joe Sydow            | deutscher Bassist                                    | 91    |       |
| 3. Januar  | Norton Zieff         | US-amerikanischer Saxophonist und Klarinettist       | 89    |       |
| 2. Januar  | Rick Hall            | US-amerikanischer Musikproduzent                     | 85    |       |
| 1. Januar  | Betty Willis         | US-amerikanische Soulsängerin                        | 76    |       |

## Februar
| Tag          | Name                       | Herkunft/Beruf                                          | Alter | Beleg      |
| ------------ | -------------------------- | ------------------------------------------------------- | ----- | ---------- |
| 28. Februar  | James „Nick“ Nixon         | US-amerikanischer Bluesmusiker                          | 76    |            |
| 28. Februar  | Andre Stephani             | US-amerikanischer Posaunist                             | 83    |            |
| 26. Februar  | Thomas Pernes              | österreichischer Komponist                              | 62    |            |
| 24. Februar  | Alex Domschot              | US-amerikanischer Gitarrist                             | 59    |            |
| 24. Februar  | Johnny Hot                 | belgischer Pianist                                      | 85    |            |
| 24. Februar  | Harvey Hanson              | US-amerikanischer Pianist, Komponist und Schriftsteller | 76    |            |
| 23. Februar  | Glauton Campello           | brasilianischer Pianist und Komponist                   | 57    |            |
| 22. Februar? | Errol Buddle               | australischer Holzbläser                                | 89    | [ 2 ]      |
| 18. Februar  | Didier Lockwood            | französischer Geiger                                    | 62    |            |
| 18. Februar  | Albert „Sax“ Berry         | US-amerikanischer Saxophonist                           | 87    |            |
| 18. Februar  | Heiner Stadler             | deutsch-amerikanischer Musiker, Komponist und Produzent | 75    |            |
| 17. Februar  | Peter Moon                 | US-amerikanischer Musiker                               | 73    |            |
| 17. Februar  | Robert E. Sunenblick       | US-amerikanischer Produzent                             | 75    |            |
| 16. Februar  | Little Sammy Davis         | US-amerikanischer Bluesmusiker                          | 89    |            |
| 15. Februar  | Lerone Bennett Jr.         | US-amerikanischer Musikhistoriker                       | 89    |            |
| 15. Februar  | Arthur „Mr. Okra“ Robinson | US-amerikanischer Sänger                                | 75    |            |
| 14. Februar  | Al Garner                  | britischer Musiker                                      | 88    |            |
| 14. Februar  | Mike Laatz                 | südafrikanischer Saxophonist                            | 68    |            |
| 14. Februar  | Stanisław Otałęga          | polnischer Bassist                                      |       |            |
| 13. Februar  | Mason Price                | US-amerikanischer Trompeter                             | 92    |            |
| 13. Februar  | John A. Tynan              | US-amerikanischer Musikkritiker und Herausgeber         | 90    |            |
| 13. Februar  | Uwe Werner                 | deutscher Saxophonist                                   | 62    |            |
| 12. Februar  | Arthur Manuntag            | philippinischer Sänger                                  |       |            |
| 9. Februar   | Alain Rellay               | französischer Saxophonist                               | 81    |            |
| 9. Februar   | Wesla Whitfield            | US-amerikanische Sängerin                               | 70    |            |
| 8. Februar   | Dan Fox                    | US-amerikanischer Musiker und Autor                     | 86    |            |
| 8. Februar   | Algia Mae Hinton           | US-amerikanische Bluesmusikerin                         | 88    |            |
| 5. Februar   | Arnold Maury               | deutscher Pianist und Komponist                         | 90    |            |
| 5. Februar   | Ove Stokstad               | norwegischer Saxophonist und Grafiker                   | 78    |            |
| 4. Februar   | Dick Bernet                | US-amerikanischer Pianist                               | 86    |            |
| 3. Februar   | Leon Ndugu Chancler        | US-amerikanischer Schlagzeuger                          | 65    |            |
| 3. Februar   | Rocky Palmer               | US-amerikanischer Nachtclubbesitzer                     | 99    |            |
| 2. Februar   | Lenny Pollacchi            | US-amerikanischer Bassist                               | 75    |            |
| 1. Februar   | Dennis Edwards             | US-amerikanischer Soul- und Rhythm-and-Blues-Sänger     | 74    | (bei 0:34) |

## März
| Tag      | Name                  | Herkunft/Beruf                                                          | Alter | Beleg |
| -------- | --------------------- | ----------------------------------------------------------------------- | ----- | ----- |
| 26. März | Daniel Cisneros       | US-amerikanischer Schlagzeuger                                          | 60    |       |
| 26. März | Hermann Keller        | deutscher Pianist und Komponist                                         | 72    |       |
| 26. März | Christian Minkowitsch | österreichischer Komponist                                              | 55    |       |
| 26. März | Leonard Neidhold      | US-amerikanischer Posaunist                                             | 58    |       |
| 25. März | Nicholas J. Gagliano  | US-amerikanischer Journalist, Manager und Jurist                        | 92    |       |
| 25. März | Don Heitler           | US-amerikanischer Pianist und Organist                                  | 81    |       |
| 24. März | Eddie Wiggins         | US-amerikanischer Klarinettist                                          | 96    |       |
| 22. März | Morgana King          | US-amerikanische Schauspielerin und Sängerin                            | 87    |       |
| 20. März | Paul Cram             | kanadischer Saxophonist, Klarinettist und Arrangeur                     | 65    |       |
| 17. März | Frans Van Dyck        | belgischer Posaunist                                                    | 94    |       |
| 16. März | Buell Neidlinger      | US-amerikanischer Bassist und Cellist                                   | 82    |       |
| 16. März | Eduardo Ramos         | kubanischer Komponist, Kontrabassist und Gitarrist                      | 71    |       |
| 16. März | Dean Witten           | US-amerikanischer Perkussionist und Hochschullehrer                     | 66    |       |
| 13. März | Walter Eichenberg     | deutscher Musiker und Komponist                                         | 95    |       |
| 13. März | Johnnie Garry         | US-amerikanischer Musikproduzent                                        | 93    |       |
| 13. März | Olly Wilson           | US-amerikanischer Komponist, Bassist und Musikwissenschaftler           | 80    |       |
| 13. März | Jimmy Wisner          | US-amerikanischer Pianist                                               | 86    |       |
| 11. März | Dean Hubbard          | US-amerikanischer Trompeter                                             | 64    |       |
| 10. März | Steve Austin          | US-amerikanischer Posaunist                                             | 70    |       |
| 10. März | Carol McLaughlin      | US-amerikanische Harfenistin, Hochschullehrerin und Musikveranstalterin | 65    |       |
| 9. März  | Richard Viano         | US-amerikanischer Schlagzeuger                                          | 82    |       |
| 7. März  | Jerzy Milian          | polnischer Vibraphonist, Pianist und Komponist                          | 82    |       |
| 6. März  | Rik Bevernage         | belgischer Produzent und Veranstalter                                   | 63    |       |
| 6. März  | Simone Ginibre        | französische Musikveranstalterin (Grande Parade du Jazz à Nice)         | 88    |       |
| 6. März  | Fred „Big Cat“ Monroe | US-amerikanischer Saxophonist                                           | 94    |       |
| 6. März  | Keith Zaharia         | US-amerikanischer Saxophonist                                           | 86    |       |
| 4. März  | Siva Choy             | singapurischer Bluesmusiker                                             | 70    |       |
| 2. März  | Stephen M. Goodman    | US-amerikanischer Musiker, Unternehmer und Richter                      | 77    |       |

## April
| Tag       | Name                 | Herkunft/Beruf                                                         | Alter | Beleg |
| --------- | -------------------- | ---------------------------------------------------------------------- | ----- | ----- |
| 28. April | Bob Byler            | US-amerikanischer Musikjournalist                                      | 87    |       |
| 28. April | Brooks Kerr          | US-amerikanischer Pianist                                              | 66    | [ 3 ] |
| 27. April | Gildo Mahones        | US-amerikanischer Pianist                                              | 88    |       |
| 26. April | Charles Neville      | US-amerikanischer Saxophonist                                          | 79    |       |
| 25. April | Habib Faye           | senegalesischer Bassist, Multiinstrumentalist, Komponist und Produzent | 52    |       |
| 24. April | Scott Hill           | US-amerikanischer Posaunist                                            | 70    |       |
| 23. April | Bob Dorough          | US-amerikanischer Sänger, Pianist und Komponist                        | 94    |       |
| 23. April | Alexander Erpilev    | russisch-deutscher Bandleader                                          | 57    |       |
| 23. April | Art Simmons          | US-amerikanischer Pianist                                              | 92    |       |
| 22. April | Silvère Mansis       | belgischer Produzent                                                   | 73    |       |
| 22. April | Charlie Rice         | US-amerikanischer Schlagzeuger                                         | 98    |       |
| 20. April | Edward Levon Agopian | rumänisch-amerikanischer Saxophonist                                   | 76    |       |
| 20. April | Dick Hughes          | australischer Pianist, Journalist und Rundfunkmoderator                | 86    |       |
| 20. April | Paul Togawa          | US-amerikanischer Schlagzeuger                                         | 85    |       |
| 18. April | Ralph Martin         | US-amerikanischer Pianist                                              | 91    |       |
| 18. April | Jim Somerville       | australischer Pianist                                                  | 95    |       |
| 17. April | Mina Lea Crais       | US-amerikanische Musikproduzentin                                      | 93    |       |
| 17. April | Peter Guidi          | britisch-italienischer Flötist, Saxophonist und Bigband-Leader         | 68    |       |
| 16. April | Jim „The Jazz“ Cain  | britischer Pianist und Rundfunkmoderator                               | 91    |       |
| 14. April | Stan Reynolds        | britischer Trompeter                                                   | 92    |       |
| 12. April | Gyula Babos          | ungarischer Gitarrist                                                  | 68    |       |
| 12. April | Deborah Coleman      | US-amerikanische Bluesmusikerin                                        | 61    |       |
| 10. April | Vern Nussbaum        | US-amerikanischer Pianist                                              | 74    |       |
| 10. April | Yvonne Staples       | US-amerikanische Gospel- und Soul-Sängerin                             | 80    |       |
| 8. April  | Nathan Davis         | US-amerikanischer Holzbläser                                           | 81    |       |
| 8. April  | Bob Feldman          | US-amerikanischer Saxophonist und Schauspieler                         | 79    |       |
| 8. April  | John Miles           | britischer Automobilrennfahrer und Musikproduzent                      | 74    |       |
| 7. April  | Ernie Scott          | US-amerikanischer Pianist                                              | 86    |       |
| 6. April  | Franck Bauer         | französischer Rundfunkmoderator und Schlagzeuger                       | 99    |       |
| 6. April  | Jacques Higelin      | französischer Sänger                                                   | 77    |       |
| 5. April  | Everett Farey        | US-amerikanischer Trompeter                                            | 88    |       |
| 5. April  | Butch Lacy           | US-amerikanischer Pianist und Komponist                                | 70    |       |
| 5. April  | Cecil Taylor         | US-amerikanischer Pianist                                              | 89    |       |
| 4. April  | Jeff Louna           | kongolesischer Gitarrist                                               | 69    |       |
| 2. April  | Harry Burt           | US-amerikanischer Klarinettist                                         | 82    |       |
| 2. April  | Janka Nabay          | sierra-leonischer Sänger, Komponist und Bandleader                     | 54    |       |
| 1. April  | Audrey Morris        | US-amerikanische Sängerin und Pianistin                                | 89    |       |
| 1. April  | André Rodrigues      | brasilianischer Bassist                                                | 50    |       |

## Mai
| Tag     | Name               | Herkunft/Beruf                                                | Alter | Beleg |
| ------- | ------------------ | ------------------------------------------------------------- | ----- | ----- |
| 28. Mai | Ali Haurand        | deutscher Jazzmusiker, Fernsehmoderator und Festivalleiter    | 74    |       |
| 28. Mai | Evio di Marzo      | venezolanischer Sänger, Komponist, Gitarrist und Anthropologe | 64    |       |
| 28. Mai | Barbara L. Widdoes | US-amerikanische Musikveranstalterin                          | 89    |       |
| 28. Mai | Barbara D. Walker  | US-amerikanische Sängerin                                     | 79    |       |
| 27. Mai | Remy Filipovitch   | litauischer Holzbläser                                        | 72    |       |
| 27. Mai | Dave Leigh         | US-amerikanischer Posaunist                                   | 79    |       |
| 26. Mai | Ray Tones          | britischer Pianist und Organist                               |       |       |
| 26. Mai | Rick Torcaso       | US-amerikanischer Saxophonist                                 | 81    |       |
| 25. Mai | Jodi Marshall      | US-amerikanische Pianistin                                    | 85    |       |
| 24. Mai | Kassé Mady Diabaté | malischer Sänger                                              | 69    |       |
| 19. Mai | Reggie Lucas       | US-amerikanischer Gitarrist, Musikproduzent und Songwriter    | 65    |       |
| 19. Mai | Martin Nitsch      | österreichischer Gitarrist                                    | 47    |       |
| 18. Mai | Edo Jung           | deutscher Bassist                                             | 67    |       |
| 18. Mai | Curt Prina         | Schweizer Jazz- und Unterhaltungsmusiker                      | 89    |       |
| 18. Mai | Jack Reilly        | US-amerikanischer Pianist und Komponist                       | 86    |       |
| 17. Mai | Jim Crutcher       | US-amerikanischer Bassist                                     | 83    |       |
| 17. Mai | Jon Sholle         | US-amerikanischer Gitarrist                                   | 69    |       |
| 16. Mai | Otmar Klein        | deutscher Kontrabassist                                       | 64    |       |
| 16. Mai | Chuck Stentz       | US-amerikanischer Saxophonist                                 | 91    |       |
| 14. Mai | Gustavo Márquez    | venezolanischer Bassist                                       | 28    |       |
| 13. Mai | Glenn Branca       | US-amerikanischer Avantgarde-Komponist und Gitarrist          | 69    |       |
| 12. Mai | Harry Spencer      | US-amerikanischer Saxophonist                                 | 78    |       |
| 11. Mai | Mikhail Alperin    | norwegischer Pianist sowjetischer Herkunft                    | 61    |       |
| 8. Mai  | Lara Saint Paul    | italienische Sängerin                                         | 73    |       |
| 6. Mai  | Pierre Rissient    | französischer Regisseur, Drehbuchautor und Filmproduzent      | 81    |       |
| 6. Mai  | Gérard Hourbette   | französischer Keyboarder und Komponist                        | 64    |       |
| 4. Mai  | Donald Greene      | US-amerikanischer Sänger                                      | 90    |       |
| 4. Mai  | Tony Pringle       | britisch-amerikanischer Kornettist                            | 81    |       |
| 4. Mai  | Philip Tabane      | südafrikanischer Gitarrist                                    | 84    |       |
| 3. Mai  | Lukas Burckhardt   | Schweizer Rechtsanwalt, Politiker und Jazzmusiker             | 93    |       |
| 1. Mai  | Jabo Starks        | US-amerikanischer R&B-Schlagzeuger                            | 79    |       |

## Juni
| Tag      | Name                     | Herkunft/Beruf                                                                  | Alter | Beleg |
| -------- | ------------------------ | ------------------------------------------------------------------------------- | ----- | ----- |
| 28. Juni | Helmut Stütz             | deutscher Pianist                                                               | 69    |       |
| 26. Juni | Big Bill Bissonnette     | US-amerikanischer Posaunist und Schlagzeuger                                    | 81    |       |
| 26. Juni | Gina Carter-Simmers      | US-amerikanische Rundfunkproduzentin                                            | 49    |       |
| 26. Juni | Fedor Frešo              | slowakischer Bassist                                                            | 71    |       |
| 26. Juni | Dewey Johnson            | US-amerikanischer Trompeter                                                     | 78    |       |
| 23. Juni | Reynold Scott Jr.        | US-amerikanischer Saxophonist                                                   | 74    |       |
| 22. Juni | Geoffrey Oryema          | ugandischer Musiker                                                             | 65    |       |
| 19. Juni | Tom Dutart               | US-amerikanischer Tubist und Banjospieler                                       | 82    |       |
| 17. Juni | Charles Hoag             | US-amerikanischer Bassist, Komponist und Hochschullehrer                        | 86    |       |
| 17. Juni | Rebecca Parris           | US-amerikanische Sängerin                                                       | 66    |       |
| 15. Juni | René Jonckeer            | belgischer Pianist und Posaunist                                                | 70    |       |
| 15. Juni | Matt Murphy              | US-amerikanischer Bluesmusiker                                                  | 88    |       |
| 13. Juni | Morgan King              | US-amerikanischer Hochschullehrer                                               | 63    |       |
| 12. Juni | Wayne Dockery            | US-amerikanischer Bassist                                                       | 76    |       |
| 12. Juni | Ghalib Ghallab           | US-amerikanischer Pianist                                                       | 67    |       |
| 12. Juni | Jon Hiseman              | britischer Schlagzeuger                                                         | 73    |       |
| 11. Juni | Yvette Horner            | französische Akkordeonistin                                                     | 95    |       |
| 11. Juni | Don Knapp                | US-amerikanischer Perkussionist                                                 | 98    |       |
| 9. Juni  | Lorraine Gordon          | US-amerikanische Jazzclub-Besitzerin                                            | 95    |       |
| 8. Juni  | Lucy Heiberg             | US-amerikanische Geigerin                                                       | 95    |       |
| 8. Juni  | William Laskey           | US-amerikanischer Saxophonist                                                   | 95    |       |
| 5. Juni  | Brian Browne             | kanadischer Pianist                                                             | 81    |       |
| 5. Juni  | William V. Frabizio, Jr. | US-amerikanischer Trompeter, Komponist, Arrangeur, Dirigent und Hochschullehrer | 88    |       |
| 4. Juni  | Norman Edge              | US-amerikanischer Bassist                                                       | 84    |       |
| 4. Juni  | Jalal Mansur Nuriddin    | US-amerikanischer Musiker und Lyriker                                           | 73    |       |
| 3. Juni  | Clarence Fountain        | US-amerikanischer Gospelmusiker                                                 | 88    |       |
| 1. Juni  | Eddy Clearwater          | US-amerikanischer Bluesmusiker                                                  | 83    |       |

## Juli
| Tag      | Name                              | Herkunft/Beruf                                                     | Alter    | Beleg |
| -------- | --------------------------------- | ------------------------------------------------------------------ | -------- | ----- |
| 31. Juli | Eddie Baker                       | US-amerikanischer Pianist                                          | 90       |       |
| 31. Juli | Bobby Haynes                      | US-amerikanischer Bassist                                          | 83       |       |
| 31. Juli | Bobbi Jordan                      | US-amerikanische Jazz-Sängerin                                     | 71       |       |
| 31. Juli | Michael Allen Williamson          | US-amerikanischer Hochschullehrer                                  | 77       |       |
| 29. Juli | Tomasz Stańko                     | polnischer Trompeter                                               | 76       |       |
| 29. Juli | Jack Benjamin Zito                | US-amerikanischer Posaunist                                        | 73 o. 74 |       |
| 28. Juli | Owen McNally                      | US-amerikanischer Musikkritiker                                    | 81       |       |
| 27. Juli | Marcia Maria                      | brasilianische Sängerin                                            |          |       |
| 25. Juli | Patrick Williams                  | US-amerikanischer Filmkomponist                                    | 79       |       |
| 24. Juli | Pancho Terry                      | kubanischer Perkussionist                                          | 78       |       |
| 23. Juli | Bob Edison                        | französischer Musiker                                              | 96       |       |
| 23. Juli | Glenn Davis                       | US-amerikanischer Schlagzeuger und Perkussionist                   | 78       |       |
| 23. Juli | Clive Grey                        | britischer Banjospieler                                            | 81       |       |
| 23. Juli | Carl Gregor Herzog zu Mecklenburg | deutscher Autor                                                    | 85       |       |
| 21. Juli | Paulo Cardoso                     | brasilianischer Bassist                                            | 64       |       |
| 20. Juli | Dalton Joseph Rousseau            | US-amerikanischer Trompeter                                        | 87       |       |
| 19. Juli | Fred Leeflang                     | niederländischer Saxophonist                                       | 73       |       |
| 17. Juli | Bullumba Landestoy                | dominikanischer Pianist und Komponist                              | 93       |       |
| 17. Juli | Rudy Merino                       | US-amerikanischer Schlagzeuger                                     | 80       |       |
| 14. Juli | Roger Sellers                     | australischer Schlagzeuger                                         | 78       |       |
| 10. Juli | Les Lieber                        | US-amerikanischer Saxophonist und Musikveranstalter (Jazz at Noon) | 106      |       |
| 10. Juli | Jim White                         | US-amerikanischer Trompeter                                        | 86       |       |
| 9. Juli  | Suzanne Couch                     | jamaikanische Musikerin                                            | 56       |       |
| 7. Juli  | Jean Levinson                     | US-amerikanische Tubistin                                          | 81       |       |
| 6. Juli  | Richard Ring                      | kanadischer Gitarrist                                              | 80       |       |
| 5. Juli  | Joop de Roo                       | niederländischer Musikproduzent                                    | 88       |       |
| 4. Juli  | Richard "Dick" E. Voigt           | US-amerikanischer Pianist                                          | 82       |       |
| 2. Juli  | Henry Butler                      | US-amerikanischer Pianist                                          | 68       |       |
| 2. Juli  | Bill Watrous                      | US-amerikanischer Posaunist                                        | 79       |       |

## August
| Tag        | Name              | Herkunft/Beruf                                                             | Alter      | Beleg |
| ---------- | ----------------- | -------------------------------------------------------------------------- | ---------- | ----- |
| 31. August | Keith Vreeland    | US-amerikanischer Pianist und Hochschullehrer                              | 80         |       |
| 28. August | Kristin Bialick   | US-amerikanische Pianistin                                                 | 32         |       |
| 25. August | Jean-Marie Hurel  | französischer Trompeter                                                    | 80         |       |
| 24. August | Jimmy Wilkins     | US-amerikanischer Posaunist                                                | 96 oder 97 |       |
| 22. August | Pat Arana         | US-amerikanischer Posaunist                                                | 72         |       |
| 22. August | Lazy Lester       | US-amerikanischer Bluesmusiker                                             | 85         |       |
| 22. August | Tad Weed          | US-amerikanischer Pianist und Hochschullehrer                              |            |       |
| 20. August | Eddie Willis      | US-amerikanischer Soulmusiker                                              | 82         |       |
| 18. August | Jack Costanzo     | US-amerikanischer Perkussionist                                            | 98         |       |
| 18. August | Didier Datcharry  | französischer Pianist                                                      | 60         |       |
| 16. August | Aretha Franklin   | US-amerikanische Sängerin                                                  | 76         |       |
| 15. August | David Mitchell    | US-amerikanischer Tonmeister                                               | 72         |       |
| 15. August | Queeneth Ndaba    | südafrikanische Sängerin und Musikveranstalterin                           | 81         |       |
| 14. August | Jean Kittrell     | US-amerikanische Pianistin und Sängerin                                    | 91         |       |
| 14. August | Mickey Nicolas    | französischer Saxophonist und Arrangeur                                    | 92         |       |
| 13. August | Paco Martín Peñas | spanischer Festivalleiter                                                  | 61         |       |
| 11. August | Egon Denu         | deutscher Trompeter und Posaunist                                          |            |       |
| 10. August | Brian Hamada      | US-amerikanischer Schlagzeuger                                             | 58         |       |
| 10. August | Ken Pickering     | kanadischer Musikveranstalter und Mitbegründer des Vancouver Jazz Festival | 66         |       |
| 7. August  | Gerald Adams      | US-amerikanischer Bassist                                                  | 91         |       |
| 5. August  | Stanley Glasser   | südafrikanischer Komponist und Musikethnologe                              | 92         |       |
| 1. August  | Paul Broadnax     | US-amerikanischer Sänger und Pianist                                       | 92         |       |
| 1. August  | Fernando Fantini  | Schweizer Saxophonist und Akkordeonist                                     | 89         |       |

## September
| Tag           | Name                 | Herkunft/Beruf                                          | Alter | Beleg |
| ------------- | -------------------- | ------------------------------------------------------- | ----- | ----- |
| 30. September | Lauri Karvonen       | finnischer Jazzkritiker                                 | 75    |       |
| 30. September | Monique Mangelsdorff | deutsche Promoterin                                     | 76    |       |
| 30. September | Ken Philmore         | trinidadischer Perkussionist                            | 59    |       |
| 29. September | Angela Maria         | brasilianische Sängerin und Schauspielerin              | 88    |       |
| 29. September | Otis Rush            | US-amerikanischer Bluesmusiker                          | 83    |       |
| 28. September | Norman Blagman       | US-amerikanischer Songwriter und Produzent              | 92    |       |
| 26. September | Sergei Mosin         | russischer Musiker                                      | 59    |       |
| 23. September | Olav Angell          | norwegiescher Lyriker und Musiker                       | 86    |       |
| 23. September | Zipflo Weinrich      | österreichischer Geiger und Bassist                     | 54    |       |
| 22. September | Peter Schmitt-Sausen | deutscher Musikveranstalter (Hürther Jazz-Nacht)        | 79    |       |
| 21. September | Paul Elias           | belgischer Gitarrist                                    |       |       |
| 16. September | Jack LeCompte        | US-amerikanischer Schlagzeuger                          | 66    |       |
| 16. September | Big Jay McNeely      | US-amerikanischer R&B-Saxophonist                       | 91    |       |
| 16. September | Ron Sutton Jr.       | US-amerikanischer Saxophonist                           |       |       |
| 14. September | Max Bennett          | US-amerikanischer Bassist                               | 90    |       |
| 12. September | Erich Kleinschuster  | österreichischer Posaunist und Bigband-Leader           | 88    |       |
| 12. September | Ira Sabin            | US-amerikanischer Verleger (JazzTimes) und Schlagzeuger | 90    |       |
| 11. September | Amahdu Jah           | schwedisch-sierra-leonischer Musiker                    | 82    |       |
| 4. September  | Peter Bullis         | US-amerikanischer Banjospieler                          | 85    |       |
| 4. September  | Donald Gardner       | US-amerikanischer Soul- und Jazzmusiker                 | 87    |       |
| 1. September  | Randy Weston         | US-amerikanischer Pianist und Komponist                 | 92    |       |

## Oktober
| Tag         | Name                               | Herkunft/Beruf                                                          | Alter | Beleg |
| ----------- | ---------------------------------- | ----------------------------------------------------------------------- | ----- | ----- |
| 31. Oktober | Charles „Chuz“ Alfred              | US-amerikanischer Saxophonist                                           | 86    |       |
| 31. Oktober | Naomi Millender                    | US-amerikanische Cellistin                                              | 73    |       |
| 30. Oktober | Hardy Fox                          | US-amerikanischer Musiker und Komponist                                 | 73    |       |
| 30. Oktober | Abraham Tsoana Kola                | südafrikanischer Saxophonist                                            | 58    |       |
| 27. Oktober | Fred Hess                          | US-amerikanischer Saxophonist                                           | 74    |       |
| 25. Oktober | Sonny Fortune                      | US-amerikanischer Saxophonist und Flötist                               | 79    |       |
| 24. Oktober | Roger Lambson                      | US-amerikanischer Saxophonist                                           | 56    |       |
| 24. Oktober | Wah Wah Watson                     | US-amerikanischer Jazz- und Funk-Musiker                                | 67    |       |
| 24. Oktober | Tony Joe White                     | US-amerikanischer Bluesmusiker                                          | 75    |       |
| 24. Oktober | Ron Sweetman                       | kanadischer Rundfunkmoderator                                           | 86    |       |
| 18. Oktober | John Getz                          | US-amerikanischer Posaunist                                             | 64    |       |
| 18. Oktober | Jeff Taylor                        | US-amerikanischer Trompeter                                             | 58    |       |
| 17. Oktober | Franklin Ashley                    | US-amerikanischer Hochschullehrer, Theaterautor und Musiker             | 76    |       |
| 17. Oktober | Glen Daum                          | US-amerikanischer Komponist, Arrangeur und Orchesterleiter              | 77    |       |
| 16. Oktober | Chuck Wilson                       | US-amerikanischer Saxophonist                                           | 70    |       |
| 15. Oktober | Chris Clifton                      | US-amerikanischer Posaunist                                             | 82    |       |
| 15. Oktober | Horst Salewski                     | deutscher Jazz-Moderator                                                | 79    |       |
| 14. Oktober | Hüseyin Ertunç                     | türkischer Schlagzeuger                                                 | 71    |       |
| 12. Oktober | Catherine „Kay“ Virginia Grandolfo | US-amerikanische Sängerin                                               | 87    |       |
| 12. Oktober | Takehisa Kosugi                    | japanischer Geiger, Komponist und Installationskünstler                 | 80    |       |
| 10. Oktober | Steven Coutts                      | schottischer Gitarrist                                                  | 61    |       |
| 10. Oktober | Theresa Hightower                  | US-amerikanische Sängerin                                               | 64    |       |
| 8. Oktober  | Ron Bowks                          | US-amerikanischer Posaunist und Bandleader                              | 70    |       |
| 7. Oktober  | Barry Lee Kelsey                   | US-amerikanischer Musiker und Musikpädadoge                             | 80    |       |
| 6. Oktober  | Mel Hood                           | US-amerikanischer Jazzclub-Besitzer (Jason's Jazz and Blues Club)       | 86    |       |
| 5. Oktober  | Leo Bazinet                        | US-amerikanischer Holzbläser                                            | 82    |       |
| 4. Oktober  | Hamiet Bluiett                     | US-amerikanischer Saxophonist                                           | 78    |       |
| 4. Oktober  | Don Payne                          | US-amerikanischer Holzbläser                                            | 86    |       |
| 3. Oktober  | John Von Ohlen                     | US-amerikanischer Schlagzeuger                                          | 77    |       |
| 3. Oktober  | Russ Phillips                      | US-amerikanischer Saxophonist und Musikpädagoge                         | 83    |       |
| 2. Oktober  | Jochen Brauer                      | deutscher Jazz- und Unterhaltungsmusiker                                | 89    |       |
| 2. Oktober  | Mike Panico                        | US-amerikanischer Gitarrist und Musikproduzent (Relative Pitch Records) | 53    |       |
| 1. Oktober  | Barrie Ascroft                     | britischer Pianist                                                      |       |       |
| 1. Oktober  | Stelvio Cipriani                   | italienischer Filmkomponist                                             | 81    |       |
| 1. Oktober  | Jerry Gonzalez                     | US-amerikanischer Trompeter, Flügelhornist und Perkussionist            | 69    |       |

## November
| Tag          | Name                | Herkunft/Beruf                                 | Alter | Beleg |
| ------------ | ------------------- | ---------------------------------------------- | ----- | ----- |
| 30. November | Roger V. Burton     | US-amerikanischer Schauspieler und Musiker     | 90    |       |
| 30. November | Laurie Johnson      | US-amerikanischer Musikkritiker                | ≈83   |       |
| 28. November | Eddie C. Campbell   | US-amerikanischer Bluesmusiker                 | 79    |       |
| 28. November | Jochen Gleichmann   | deutscher Trompeter                            | 77?   |       |
| 28. November | Wilson McKindra     | US-amerikanischer Bassist                      | 87    |       |
| 28. November | Roger Neumann       | US-amerikanischer Saxophonist und Klarinettist | 77    |       |
| 28. November | Uli Scherer         | österreichischer Pianist                       | 65    |       |
| 27. November | Johnny Maddox       | US-amerikanischer Ragtime-Pianist              | 91    |       |
| 25. November | Norio Maeda         | japanischer Pianist, Arrangeur und Komponist   | 83    | [ 4 ] |
| 22. November | John Wesley Hughes  | US-amerikanischer Pianist                      |       |       |
| 21. November | Dick Sheridan       | US-amerikanischer Gitarrist                    |       |       |
| 19. November | Witold Sobociński   | polnischer Kameramann und Jazzmusiker          | 89    |       |
| 17. November | Cyril Pahinui       | US-amerikanischer Gitarrist                    | 68    |       |
| 16. November | Thierry Lalo        | französischer Pianist, Arrangeur und Komponist | 52    |       |
| 15. November | Kevin Bryan         | US-amerikanischer Trompeter                    | 53    |       |
| 15. November | Roy Clark           | US-amerikanischer Countrymusiker               | 85    |       |
| 15. November | Iwan Smirnoff       | russischer Gitarrist                           | 63    |       |
| 14. November | Masahiro Sayama     | japanischer Pianist und Filmkomponist          | 64    |       |
| 13. November | Hiroaki Katayama    | japanischer Saxophonist                        | 67    |       |
| 12. November | Wolfgang Schlüter   | deutscher Vibraphonist                         | 85    |       |
| 11. November | Alun Morgan         | britischer Autor                               | 90    |       |
| 8. November  | Robert Shy          | US-amerikanischer Schlagzeuger                 | 79    |       |
| 8. November  | John Van Rymenant   | belgischer Saxophonist                         |       |       |
| 6. November  | Abraham Tsoana Kola | südafrikanischer Saxophonist                   | 58    |       |
| 4. November  | Roman Grinev        | russischer Bassist                             | 41    |       |
| 2. November  | Roy Hargrove        | US-amerikanischer Trompeter                    | 49    |       |
| 2. November  | Brooks Tillotson    | US-amerikanischer Hornist                      | 88    |       |

## Dezember
| Tag          | Name                   | Herkunft/Beruf                                                  | Alter | Beleg |
| ------------ | ---------------------- | --------------------------------------------------------------- | ----- | ----- |
| 31. Dezember | Urbie Green            | US-amerikanischer Posaunist                                     | 92    |       |
| 30. Dezember | Boy Raaymakers         | niederländischer Trompeter                                      | ≈74   |       |
| 29. Dezember | Kellye Gray            | US-amerikanische Sängerin                                       | 64    |       |
| 27. Dezember | Miúcha                 | brasilianische Sängerin und Komponistin                         | 81    |       |
| 25. Dezember | Sandra Kay Mullany     | US-amerikanische Musikveranstalterin und Managerin              | 62    |       |
| 23. Dezember | Schmitto Kling         | deutscher Geiger und Geigenbauer                                | 72    |       |
| 22. Dezember | Bob Freedman           | US-amerikanischer Musiker und Arrangeur                         | 84    |       |
| 19. Dezember | Darryl Adams           | US-amerikanischer Saxophonist                                   | 61    |       |
| 19. Dezember | Norman Gimbel          | US-amerikanischer Liedtexter                                    | 91    |       |
| 18. Dezember | Lino Betancourt Molina | kubanischer Journalist, Radiomoderator und Musikwissenschaftler | 88    |       |
| 17. Dezember | Galt MacDermot         | kanadischer Komponist                                           | 89    |       |
| 17. Dezember | Dolores Parker         | US-amerikanische Sängerin                                       | 99    |       |
| 15. Dezember | Richard J. Amses       | US-amerikanischer Musiker, Attangeur und Komponist              | 88    |       |
| 15. Dezember | Arthur Maia            | brasilianischer Bassist und Komponist                           | 56    |       |
| 15. Dezember | Johnny Williams        | US-amerikanischer Pianist                                       | 89    |       |
| 13. Dezember | Nancy Wilson           | US-amerikanische Sängerin                                       | 81    |       |
| 12. Dezember | Michel Camicas         | französischer Posaunist                                         | 85    |       |
| 11. Dezember | Michael Warner Hart    | schottischer Promoter                                           | 84    |       |
| 11. Dezember | Jorge López Ruiz       | argentinischer Bassist und Komponist                            | 83    |       |
| 10. Dezember | Don Alberts            | US-amerikanischer Pianist und Lyriker                           |       |       |
| 10. Dezember | Chris Constanzi        | US-amerikanischer Hornist                                       | 63    |       |
| 9. Dezember  | Dave Riegert           | US-amerikanischer Schlagzeuger                                  | 77    |       |
| 8. Dezember  | David Mossman          | britischer Musikveranstalter und Gründer des Vortex Jazz Club   | 76    |       |
| 6. Dezember  | Ace Cannon             | US-amerikanischer Saxophonist                                   | 84    |       |
| 3. Dezember  | Carl Janelli           | US-amerikanischer Saxophonist                                   | 91    |       |
| 3. Dezember  | Dotty Reid             | US-amerikanische Sängerin                                       | 97    |       |
| 2. Dezember  | Peter Feil             | deutscher Posaunist                                             | 56    |       |
| 2. Dezember  | Perry Robinson         | US-amerikanischer Klarinettist                                  | 80    |       |
| 1. Dezember  | Calvin Newborn         | US-amerikanischer Gitarrist                                     | 85    |       |
| 1. Dezember  | Jody Williams          | US-amerikanischer Bluesgitarrist                                | 83    |       |

## Datum unbekannt
|                                    | Name                  | Beruf / bekannt durch                                         | Alter | Beleg |
| ---------------------------------- | --------------------- | ------------------------------------------------------------- | ----- | ----- |
| Dezember                           | Boy Raaymakers        | niederländischer Trompeter                                    | 74?   |       |
| Tod bekanntgegeben Ende Dezember   | Yvonne Ervin          | US-amerikanische Autorin, Musikveranstalterin und Produzentin | 69    |       |
| Tod bekanntgegeben am 5. Dezember  | Ike Jenkins           | US-amerikanischer Musikpädagoge und Bandleader                |       |       |
| Ende November                      | Anita Honis Bohländer | amerikanisch-deutsche Sängerin                                | 84    |       |
| Tod bekanntgegeben am 16. November | Ursula Becker         | deutsche Sängerin                                             | 64    |       |
| Tod bekanntgegeben am 15. November | Charmaine Mangwende   | zimbabwische Musikerin und Schauspielerin                     |       |       |
| Tod bekanntgegeben am 14. November | Babs Beverly          | US-amerikanische Sängerin                                     | 91    |       |
| Tod bekanntgegeben am 27. Oktober  | Peter Schneider       | deutscher Jazzmusiker und Hochschullehrer                     | 82    |       |
| Tod bekanntgegeben am 22. Oktober  | Norman Beane          | britischer Schlagzeuger                                       | 86    |       |
| Tod bekanntgegeben am 21. Oktober  | C.W. Vrtacek          | US-amerikanischer Keyboarder                                  |       |       |
| Tod bekanntgegeben am 5. Oktober   | Jim Giacone           | US-amerikanischer Saxophonist                                 |       |       |
| Tod bekanntgegeben am 26. August   | Leo Hopewell          | US-amerikanischer Musikveranstalter und Produzent             | ≈91   |       |
| Tod bekanntgegeben am 11. Juli     | Armin Jungermann      | deutscher Schlagzeuger                                        | 80    |       |
| Tod bekanntgegeben am 2. Juli      | Paul Pines            | US-amerikanischer Lyriker und Musikveranstalter               | ≈77   |       |
| Juli                               | Harald Eckstein       | deutscher Pianist                                             | ≈80   | [ 5 ] |
| Tod bekanntgegeben am 16. Juni     | Donald Crawford       | US-amerikanischer Saxophonist und Bandleader                  | 70    |       |
| Juni                               | Bob Bain              | US-amerikanischer Studio- und Jazzmusiker                     | 94    |       |
| Tod bekanntgegeben am 12. Juni     | Conny Stintzing       | deutscher Posaunist                                           | 80    | [ 3 ] |
| Tod bekanntgegeben am 1. Juni      | Abdullah Zuhri        | US-amerikanischer Schlagzeuger                                |       |       |
| Tod beankntgegeben am 26. Mai      | Woomy Schmidt         | deutscher Journalist und Moderator                            | 72    |       |
| Tod bekanntgegeben am 13. Mai      | Gavin Jones           | britischer Promoter                                           | 78    |       |
| Tod bekanntgegeben am 27. April    | Howard Williams       | US-amerikanischer Pianist                                     | ≈88   |       |
| Tod bekanntgegeben am 13. April    | Bill Reid             | britischer Bassist und Promoter                               | 84    |       |
| Tod bekanntgegeben am 1. April     | Dick Simon            | deutscher Posaunist                                           | 88    | [ 3 ] |
| Tod bekanntgegeben am 5. März      | Cüneyt Sermet         | türkischer Musikkritiker                                      | 93    |       |
| Tod bekanntgegeben am 5. März      | Chris Gillespie       | US-amerikanischer Pianist                                     |       |       |
| Tod bekanntgegeben am 28. Februar  | Henry Storch          | deutscher Promoter                                            | 49    |       |
| Tod bekanntgegeben am 5. Februar   | Lennie Metcalfe       | britisch-amerikanischer Pianist                               |       |       |
| Tod bekanntgegeben am 29. Januar   | Monique Aldebert      | französische Sängerin                                         | 86    |       |
| Tod bekanntgegeben am 22. Januar   | Olivier Lancelot      | französischer Pianist                                         |       |       |
| Tod bekanntgegeben am 17. Januar   | Nathan Jatcko         | US-amerikanischer Jazz- und Rock-Musiker                      | 31    |       |
| Tod bekanntgegeben am 15. Januar   | Mike Harries          | walisischer Jazz- und Bluesmusiker                            | 85    |       |
| Tod bekanntgegeben am 12. Januar   | Neal Murray           | US-amerikanischer Rundfunkmoderator                           | 77    |       |
| Tod bekanntgegeben am 9. Januar    | Klaus Marmulla        | deutscher Saxophonist                                         |       | [ 3 ] |
| Tod bekanntgegeben am 4. Januar    | Paul Gaglio           | US-amerikanischer Saxophononist                               |       |       |
| Tod bekanntgegeben am 4. Januar    | Richard Havers        | britischer Autor                                              |       |       |